# Opór interferencyjny
Opór interferencyjny – dodatkowy opór aerodynamiczny będący różnicą między oporem całkowitym a sumą oporów części składowych. Jest efektem zaburzeń przepływu, wynikłych ze styku stref opływu kadłuba i skrzydła oraz kadłuba i usterzenia.